# Anthony Durnford

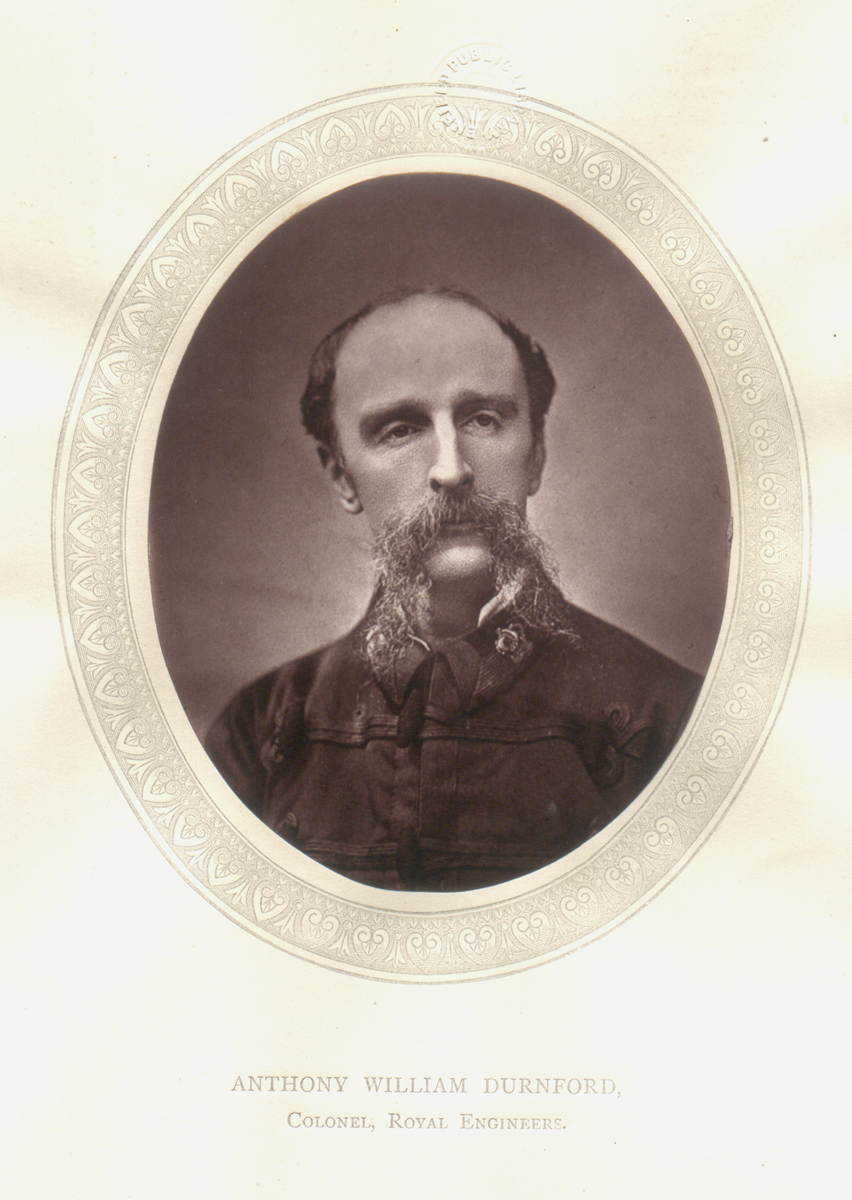
Col. Anthony Durnford R.E.

Anthony William Durnford (* 24. Mai 1830 in Manorhamilton, County Leitrim, Irland; † 22. Januar 1879 in Isandhlwana, Südafrika) war britischer Offizier und Kommandeur des Natal Native Contingent in der Schlacht bei Isandhlwana 1879.

## Leben
Durnford war der älteste Sohn von General Edward William Durnford (1803–1889). Erzogen wurde er in Düsseldorf und an der Royal Military Academy. Am 27. Juni 1848 erfolgte seine Ernennung zum 2nd Lieutenant der Royal Engineers. Durnford war seit dem 11. Dezember 1873 Lieutenant Colonel und seit dem 11. Dezember 1878 Brevet-Colonel. Durnford diente in Südafrika 1871–76 und von 1877 bis zu seinem Tod.
Im Januar 1879 drangen englische Kolonialtruppen unter Generalleutnant Lord Chelmsford von Natal aus in das Zulureich ein und begannen damit den Zulukrieg. Durnford kommandierte eine der fünf Abteilungen der Briten. Seine Einheit bestand hauptsächlich aus dem Natal Native Contingent, einer Hilfstruppe aus Eingeborenen und verblieb vorerst an der Grenze. Am 22. Januar 1879 wurde Durnford von Lord Chelmsford nach Isandhlwana beordert. Die dortigen Truppen wurden am selben Tag von den Hauptkräften der Zulu angegriffen. In der sich daraus entwickelnden Schlacht bei Isandhlwana hatte er gemeinsam mit Oberstleutnant Henry Pulleine das Kommando. Die Schlacht entwickelte sich zu einer katastrophalen Niederlage. Von Lord Chelmsford wurde Durnford später dafür die Hauptschuld gegeben. Durnford selbst fiel in der Schlacht und wurde auf dem Lagerfriedhof (Fort Napier Cemetery) in Pietermaritzburg, Südafrika, am 12. Oktober desselben Jahres beerdigt.